# تمرد كوجكيري
تمرد كوجكيري كان تمردًا علاهيًا كرديًا، في منطقة كوجكيري ذات الأغلبية الساحقة. كان التمرد فكرة أعضاء منظمة جمعية صعود كردستان بتنفيذ قبيلة قبيلة كوجيكري القزلباشية.
أرسل قائد الجيش المركزي نور الدين باشا قوة قوامها نحو 3000 من سلاح الفرسان وغير النظاميين بما في ذلك كتائب طوبال عثمان. تم سحق المتمردين بحلول 17 يونيو 1921.

قبل قمع المتمردين، قال نور الدين باشا (مع أن بعض المصادر، تنسب المقولة لطوبال عثمان):
 جعلت وحشية القمع الجمعية الوطنية الكبرى تقرر محاكمة نور الدين باشا. ومع عزل نور الدين باشا في 3 نوفمبر 1921 واستدعائه إلى أنقرة، فقد تدخل مصطفى كمال أتاتورك ومنع المحاكمة.

## روابط خارجية
- قمع تمرد كوجكيري، 1920-1921